# Wilhelm Granzow
Wilhelm Granzow (* 1885 in Pamplin, Gemeinde Dünnow, Pommern; † 1945 in Stolpmünde) war ein deutscher Porträt- und Landschaftsmaler.

## Leben
Granzow entstammte einer bäuerlichen Familie. Seinem Lehrer galt er als „treuer und ernster Schüler, außer für Musik vielseitig begabt“, mit einem ungewöhnlichen Talent im Zeichnen und Malen.
Granzow konnte dank eines kaiserlichen Stipendiums die Königliche Kunstschule Charlottenburg bei Berlin besuchen. Während seines zweiten Studienjahres erhielt er den Auftrag, die Wohnräume des Akademiedirektors Anton von Werner auszumalen.

Das von Wilhelm Granzow entworfene Wappen von Stolpmünde

Bald erhielt Granzow Aufträge. Seine Aufträge führten ihn in verschiedene Gegenden Deutschlands, nach Wien und bis nach Italien. Nach einem Aufenthalt in Venedig und einer längeren Studienreise nach Italien konnte er 1913 durch Vermittlung des Generaldirektors der Berliner Museen Wilhelm von Bode nach Paris übersiedeln.
Nach dem Ersten Weltkrieg lebte Granzow zunächst in Berlin, später im Ostseehafenort Stolpmünde, für den er 1922 das Wappen schuf, das bis 2006 in Gebrauch war und heute in etwas modernisierter Form geführt wird. 